# Oreonectes luochengensis
Oreonectes luochengensis es una especie de pez cipriniforme de la familia de los balitóridos nativo de China.

## Descripción
Al igual que otros miembros del género Oreonectes, es un pez de pequeño tamaño, midiendo de entre 64.6 y 80.0 mm. Se diferencia de sus congéneres por la presencia de pequeñas escamas presentes debajo de la piel, un sistema cefálico sin línea lateral y una coloración rosa, además de diferencias en el número de radios en sus aletas.

## Sistemática
Fue descrito en 2011 por Yang Jian, Wu Tie-Jun, Wei Ri-Feng y Yang Jun-Xing en base a ejemplares recolectados en una cueva cercana a la ciudad de Tianhe en 2008. Recibe su nombre específico en referencia al condado de Luo Cheng (Guangxi, China), lugar donde se encuentra la localidad tipo.